# Daniel Bohan
Pour les articles homonymes, voir Bohan (homonymie).
Daniel Joseph Bohan (né le 8 novembre 1941 à Yarmouth en Nouvelle-Écosse et décédé le 15 janvier 2016) est un prélat canadien de l'Église catholique. Il fut archevêque de l'archidiocèse de Regina en Saskatchewan de 2005 à 2016. Avant cela, il fut évêque auxiliaire de Toronto en Ontario.

## Biographie
Daniel Joseph Bohan est né le 8 novembre 1941 à Yarmouth en Nouvelle-Écosse. Il fut ordonné prêtre le 13 mai 1967 pour le diocèse de Moncton au Nouveau-Brunswick. De 1968 à 1969, il fut professeur de théologie morale au séminaire Holy Heart (en) à Halifax en Nouvelle-Écosse. Il fut prêtre de plusieurs paroisses au Nouveau-Brunswick.
Le 14 mai 2003, il fut nommé évêque auxiliaire de l'archidiocèse de Toronto en Ontario et évêque titulaire de Migirpa (de). Il fut consacré évêque le 3 juillet 2003 par le cardinal Aloysius Ambrozic. Le 30 mars 2005, il fut nommé archevêque de l'archidiocèse de Regina en Saskatchewan. Il décéda le 15 janvier 2016.